# Le Matos
Le Matos és un duet quebequès de música electrònica.

## Trajectòria
Le Matos està format per Jean-Philippe Bernier i Jean-Nicolas Leupi. Ambdós comparteixen la passió pel cinema i s'inspiren en les bandes sonores de pel·lícules dels anys 1980 de compositors com Vangelis, John Carpenter, Tangerine Dream, Shuki Levy i Goblin.
El duet és conegut per remesclar cançons d'artistes com Cœur de pirate, We Have Band i Electric Youth. L'any 2013 van publicar el seu primer àlbum, Join Us. L'any 2015, van compondre la banda sonora del film Turbo Kid que inclogueren en un doble àlbum, Chronicles of the Wasteland/Turbo Kid Original Moction Picture Soundtrack, publicat amb el segell discogràfic Death Waltz als Estats Units i amb Fantôme Records al Canadà.

## Discografia
- Join Us (2013)
- Chronicles of the Wasteland/Turbo Kid (Original Motion Picture Soundtrack) (2015)
- Summer of 84 (Original Motion Picture Soundtrack) (2018)